# 어쿠스틱 콜라보
어쿠스틱 콜라보는 대한민국의 인디 밴드이다. 기타 김승재와 보컬리스트 모수진으로 이루어져 있으며, 2010년 EP Love Is The Key로 데뷔하였다.

## 구성원
김승재
객원 한지선 하진
1기 채지연
2기 안다은, 김규년 소속사 문제로 탈퇴, 현재 디에이드로 활동 중
- 모수진 - 보컬

데뷔 : 2019년 싱글 '헤어지자'
김승재 - 기타,프로듀서

출생 : 1987년 6월 24일
데뷔 : 2010년 어쿠스틱콜라보 ep 'Love is the key'

## 음반
- 2010년 Love Is The Key
- 2011년 Valentine Makes Sweet Love
- 2011년 《한 여름 밤의 꿈》
- 2011년 Unplugged
- 2012년 True Romance Part 1
- 2012년 Love Letter
- 2012년 《첫사랑 Part 1》
- 2012년 《첫사랑 Part 2》
- 2012년 《오렌지 레볼루션 페스티벌 Part 1》
- 2012년 《오렌지 레볼루션 페스티벌 》
- 2013년 《영화처럼 》
- 2013년 《힐링이 필요해 - 이별 그리움》
- 2013년 《벚꽃 데이트》
- 2013년 《벚꽃 오프닝》
- 2013년 《스트로베리 익스트림 페스티벌 Part 1》
- 2013년 《Growing Pains》
- 2013년 《빗속에서 (영화 홀리 OST)》
- 2013년 《사랑한다 말할까봐》
- 2013년 《속아》
- 2014년 《벚꽃 그리고 썸남썸녀》
- 2014년 《벚꽃썸》
- 2014년 《I do》
- 2014년 《묘해, 너와 (드라마 연애의 발견 OST)》
- 2014년 《너무 보고싶어 (드라마 연애의 발견) OST》
- 2015년 《소녀와 가로등 (드라마 착하지 않은 여자들 OST)》
- 2015년 《또르르》
- 2015년 《그러지마요 (드라마 상류사회 OST)》
- 2015년 《설렘, 사랑 그리고 그리움》
- 2015년 《너와 보내는 두번째 크리스마스》